# François Caviglioli
François Caviglioli, né à Lyon le 15 août 1937 et mort le 21 mars 2014 à Paris, est un journaliste et écrivain français d'origine corse.

## Biographie
Parallèlement aux études de lettres qu'il suit à Lyon, il publie ses premières piges au Progrès de Lyon. De cette expérience, il garde le souvenir d'un « rêve fracassé » par la réalité d'un travail consistant « surtout en des déjeuners de corporations ». Par suite, il travaille dans divers journaux, dont l'Écho de la Presse et de la Publicité, hebdomadaire spécialisé.
En 1960, il fait la connaissance d'un des responsables de Combat, qui lui confie la chronique judiciaire.
En 1967, il tire de sa couverture de l'affaire Ben Barka son premier livre, Ben Barka chez les juges (1967). Quittant Combat la même année, il travaille un temps au Nouvel Adam avant d'entamer, vers 1968, sa première collaboration au Nouvel Observateur.
De sa collaboration aux deux titres du groupe Perdriel est issu un recueil d'articles paru en 1969 sous le titre Le Coup de la vie.
En 1969, il rejoint Paris Match, où on lui offre un poste de « grand reporter ». Il a ainsi l'occasion d'assister à la chute de Saïgon, en avril 1975, et au siège de Phnom Penh, qui constituent sa « plus grande satisfaction de reporter ». Mais le rachat du journal par Filipacchi provoque son retour, en janvier 1977, au Nouvel Observateur. Il est rattaché au service « Notre Époque ». À l'exception des élections municipales de Paris, qu'il couvre en février-mars 1977, il traite essentiellement des faits divers, de la police et des affaires. Après s'être attaché presque exclusivement à la couverture des régions (décembre 1979 - juin 1980), il traitera de l'affaire Chaine (octobre 1980).
Attiré à L'Express par Olivier Todd, il signe un contrat d'embauche avec lui. Mais, au moment de partir, il choisit de rester au Nouvel Observateur sous la pression de Claude Perdriel. En 1979, il est promu grand reporter. En 1988, il fait partie des cinq lauréats du prix de la Fondation Mumm pour la presse écrite, en compagnie de Jean-Marc Théolleyre et de Plantu, du journal Le Monde, d'Isabel Ellsen, du Journal du dimanche, et de Serge Lentz, de Paris Match.
Par la suite, il participe à l'écriture du scénario de huit films de Pascal Thomas :
- 1989 : Les Maris, les femmes, les amants
- 2001 : Mercredi, folle journée !
- 2005 : Mon petit doigt m'a dit...
- 2006 : Le grand appartement
- 2007 : L'heure zéro
- 2008 : Le crime est notre affaire
- 2010 : Ensemble, nous allons vivre une très, très grande histoire d'amour...
- 2014 : Valentin Valentin

Il quitte le Nouvel Observateur en février 2014 et meurt le 21 mars de la même année.

### Famille
François Caviglioli est le père de David Caviglioli, également journaliste au Nouvel Observateur.

### Articles de journaux
- Mathieu Lindon, « Cavi : un style s’efface », Libération,‎ 28 mars 2014, p. 32 (lire en ligne).
- Doan Bui, « On l'appelait "Cavi" », Le Nouvel Observateur,‎ 21 mars 2014 (lire en ligne).
- Rédaction Le Monde, « Les prix de la Fondation Mumm pour la presse écrite », Le Monde,‎ 29 janvier 1988 (lire en ligne).
- Bernard Alliot, « La France tribale », Le Monde,‎ 3 juillet 1981 (lire en ligne).